# Christine Spielbergová
Christine Spielbergová (* 21. prosince 1941) je bývalá východoněmecká atletka, jejíž specializací byl hod diskem.
V roce 1966 se stala mistryní Evropy v hodu diskem. O dva roky později, 26. května 1968, vytvořila světový rekord výkonem 61,64 m. Ve stejné sezóně skončila v olympijském finále diskařek na sedmém místě. V roce 1971 obsadila na mistrovství Evropy v Helsinkách osmé místo.